# 反潛作戰

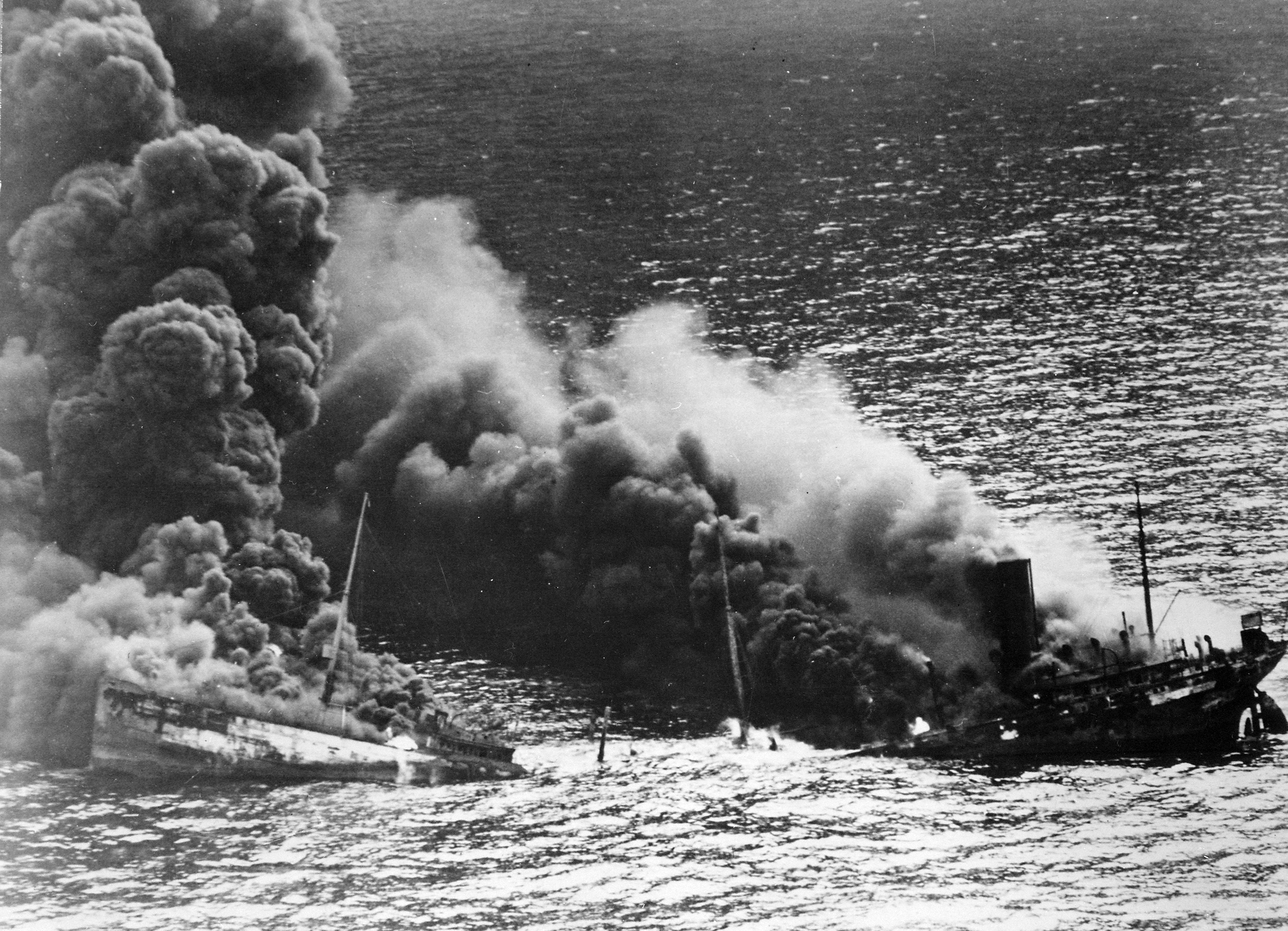
被德國潛艇擊中的一艘油輪

反潛作戰（英語：Anti-Submarine Warfare，ASW）泛指以各種手段與裝備進行搜索、偵測、驅趕、攻擊與摧毀水面下潛艇的軍事行動或是任務類型。反潜作战任务的关键因素及手段是使用先进的声纳技术对潜艇进行侦测、分类、循迹至锁定。攻击时通常采用鱼雷、反潜导弹和深水炸弹完成击毁敌方潜艇的目标。鱼雷、反潜导弹和深水炸弹可以从空中，水面和水下进行发射。反潜作战的目的是保护己方和友军水面舰艇，保障航线通行，争夺制海权。

## 歷史

### 美國南北戰爭
美國南北戰爭時期曾經運用過最早的潛艇，雖然受到攻擊的一方進行反制的行動，不過這還不能算是有組織與訓練的正式反潛作戰。

### 一次世界大戰
第一次世界大戰時期，德國開始大量運用潛艇在北大西洋海域使無限制潛艇戰，企圖切斷對英國週邊地區的海運活動。

### 二次世界大戰
二次世界大戰时期，德國使用著名的狼群战术攻击海上商船。美国海军潜艇也在太平洋对航向日本的商船展开攻击。二次世界大戰时期以来反潜作战成为海战中非常重要的一环。

### 近代
进入冷战以来，美苏使用弹道导弹潜艇来加强自身核打击能力，对潜作战手段大大增加。冷战结束以后，反潜作战仍然是各国海军尖端技术。

## 類型
反潛作戰依其類型可分為下面7種。
- 屏衛護航作戰：亦即直接對船隊提供護航支援，防止敵潛艇突襲。
- 反潛支援作戰：即在航道上潛艇威脅區域所實施的支援作戰。
- 港灣防禦作戰：防止敵潛艇偷襲港灣的作戰。
- 反潛佈雷作戰：在敵港灣、基地及海上主要航道佈放水雷，阻止敵潛艇進出。
- 反潛巡邏作戰：對敵潛艇可能出沒之特定區域，或在海上一特定防線，實施有系統且連續不斷的搜索，迫使敵潛艇無法自由活動或穿越防線。
- 反潛獵殺作戰：在敵潛艇可能出沒之海域實施主動搜索，並於發現後將其殲滅。
- 反潛打擊作戰：直接對敵潛艇基地進行攻勢作戰。

## 裝備

### 載具

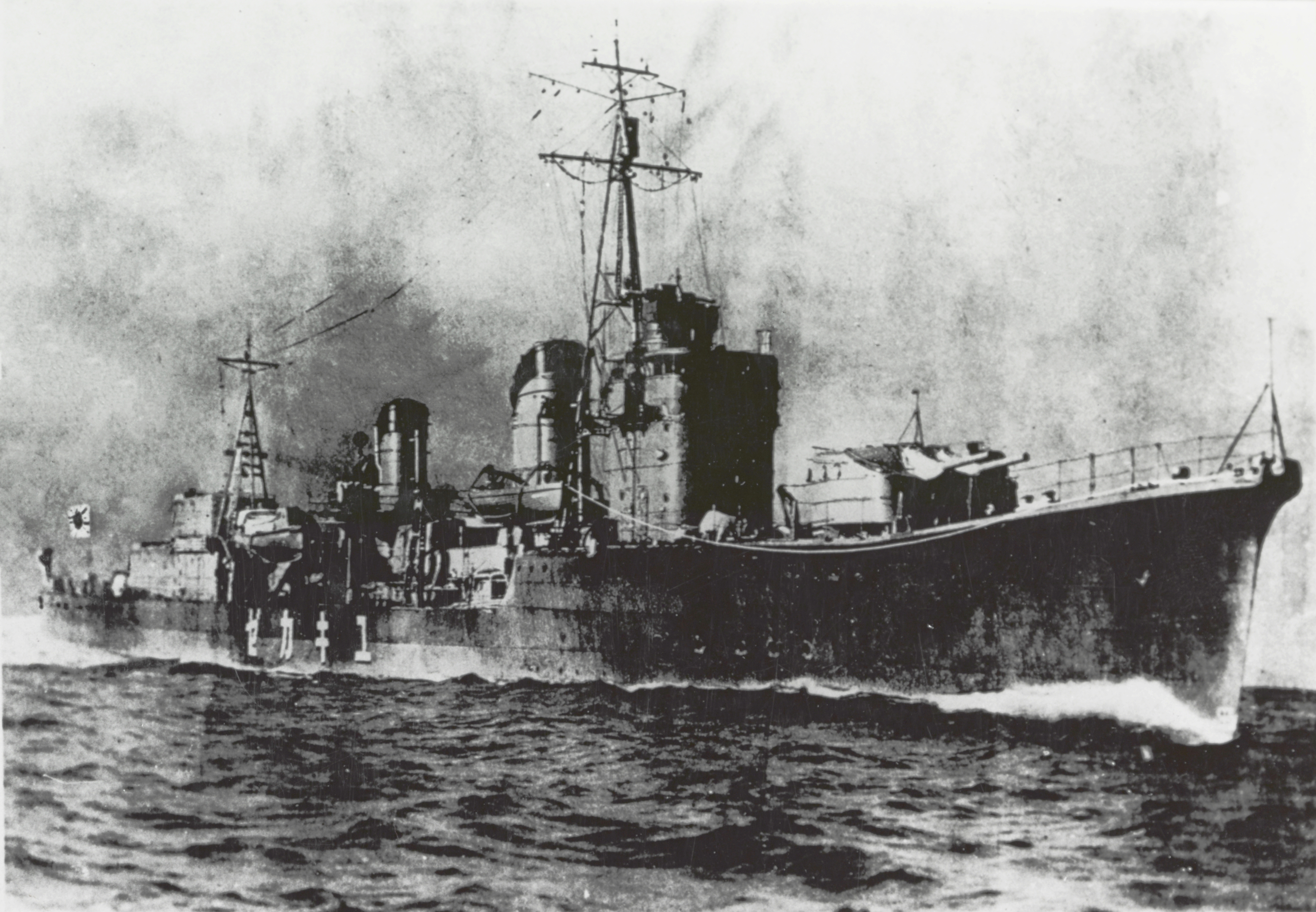
大日本帝國海軍驅逐艦雪風號

進行反潛作戰的載具最初是以水面艦艇來執行，驅逐艦由原先驅逐魚雷艇的任務轉變為對付潛艇之後，成為最主要的水面反潛載具。其他類似的艦艇還包括各種巡防艦，護衛艦，驅潛艦或者是巡邏艇。
二次世界大戰時期飛機也加入反潛的任務，為了追求較長的滯空時間，一般多以中大型飛機改裝，譬如由大型客機，水上飛機，運輸機或者是轟炸機改裝而來的反潛機種。
韓戰和冷戰之後，潛艇的職責也由二次世界大戰時期攻擊水面艦艇變為攻擊敵方潛艇。

### 反潛機

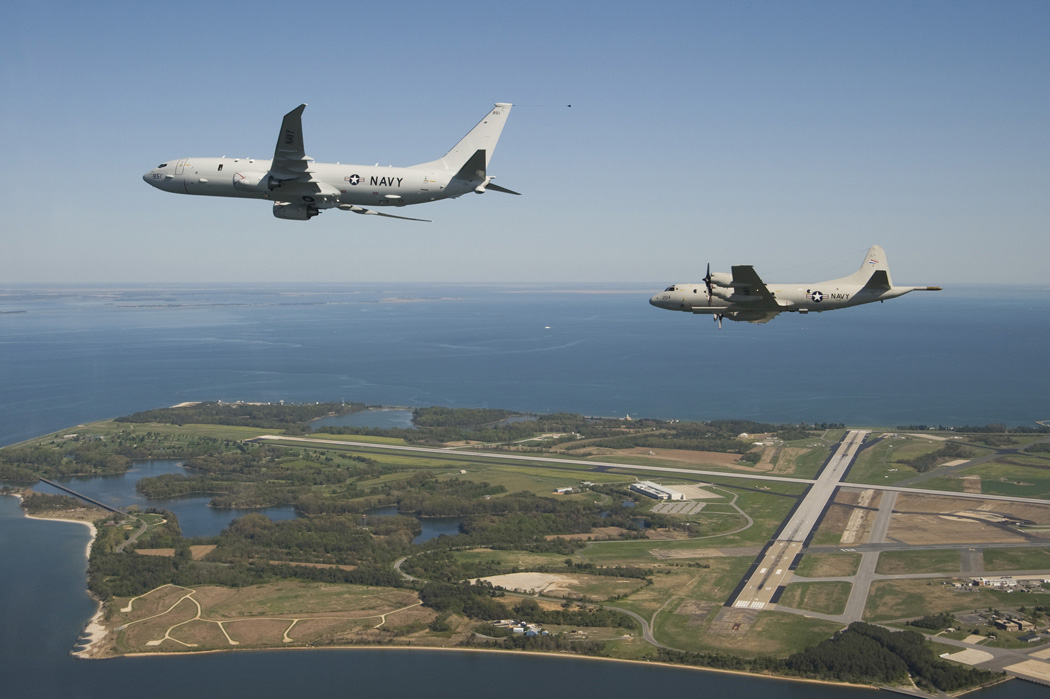
P-3獵戶座海上巡邏機和P-8海神式巡邏機

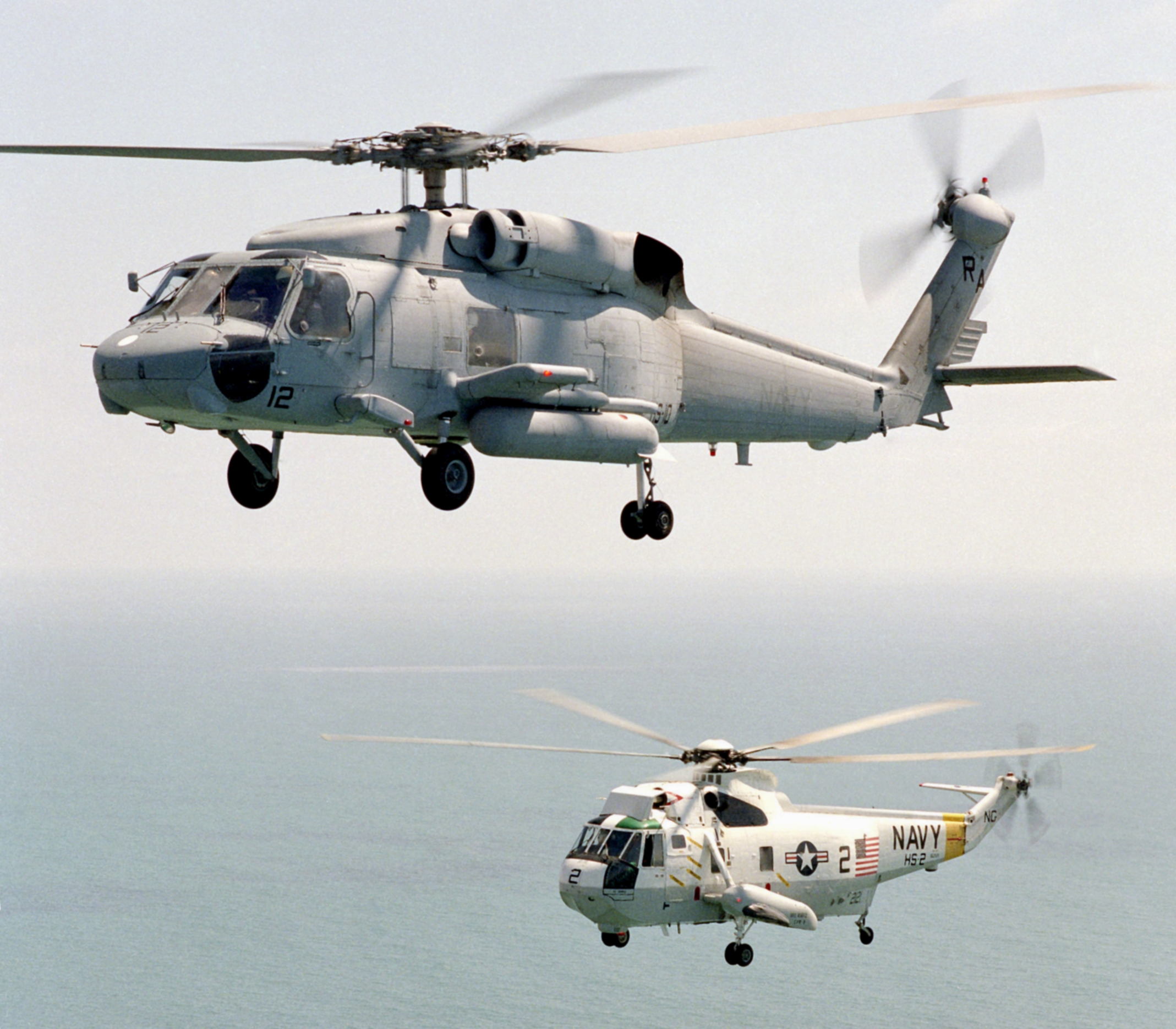
SH-60海鷹直升機和SH-3海王直昇機

二次世界大戰結束之後，反潛設備的小型化及大範圍遠距離反潛優勢讓反潛機成為新一門專用的軍用航空器，即使機體可能來自於其他機種，也比過去的改良機種具備更高的效率和作戰能力。
而反潛機的載具又以飛行方式及用途區分為定翼機及旋翼機，定翼機航程大監控範圍廣，適合固定基地佈署。
一戰時各國使用水上飛機及飛艇使用望眼鏡目視方式偵查效率不高，直到二戰之後聲納浮標、雷達、探照燈的使用、才將反潛的效率提高。
旋翼機應用於反潛是50年代左右，旋翼機方便佈署於船艦上，可對固定區域或不適合定翼機區域執行快速反潛任務。並可執行運輸人員物資等多種任務

### 偵測裝置

#### 水中聽音器
水中聽音器是一種最簡單的音響偵測器，它能接收來自所有方向的聲音，但無法分辨各聲音的來源，也無法量度聲源的距離。如果將數個水中聽音器排成線狀、筒狀或其他規則之陣列，即可根據不同位置水中聽音器在接收同一聲音時所產生時差以判斷音源的方向。

#### 音鼓
音鼓是一種最簡單的主動式音響偵測器，也是一種能量轉換器（Transducer），可將電能轉換為聲波，也可將聲波轉換為電能。如果以電能激發，它就會釋放音響能量（即聲波），隨後即關閉，扮演水中聽音器的角色。假使釋放出來的聲波碰到障礙物（例如潛艇），就會被反射回來而為此音鼓接收到。雖然單一音鼓並不能指示障礙物所在的方向，但是根據聲波發射與接收的時間差距，可以計算出與障礙物之距離。如果將數個音鼓以某種陣列組合，由不同位置的音鼓在接收到聲音的時差，就可判斷障礙物方向。

#### 聲納浮標
聲納浮標（Sonobuoy）係由反潛巡邏機或直升機投於特定區域以進行搜索的飄浮音響偵測器。施放時，一具降落傘會張開以減緩落下速度，當浮標進入水中，降落傘會自動脫離，同時釋放一個裝設無線電天線的浮袋，並將一被動偵測用水中聽音器，或一主動偵測用音鼓，或是上述二者之一所組成的陣列釋放於一預先設定的深度。偵測器在經過一段時間（依海水鹽度及海象而定，一般約 1 至 3 分鐘）後，海水電池即發生作用，偵測器開始蒐集一切音響資料並向上送至浮標本體，再經由無線電傳輸至巡邏中的反潛巡邏機、直升機、艦艇，甚至岸上基地。

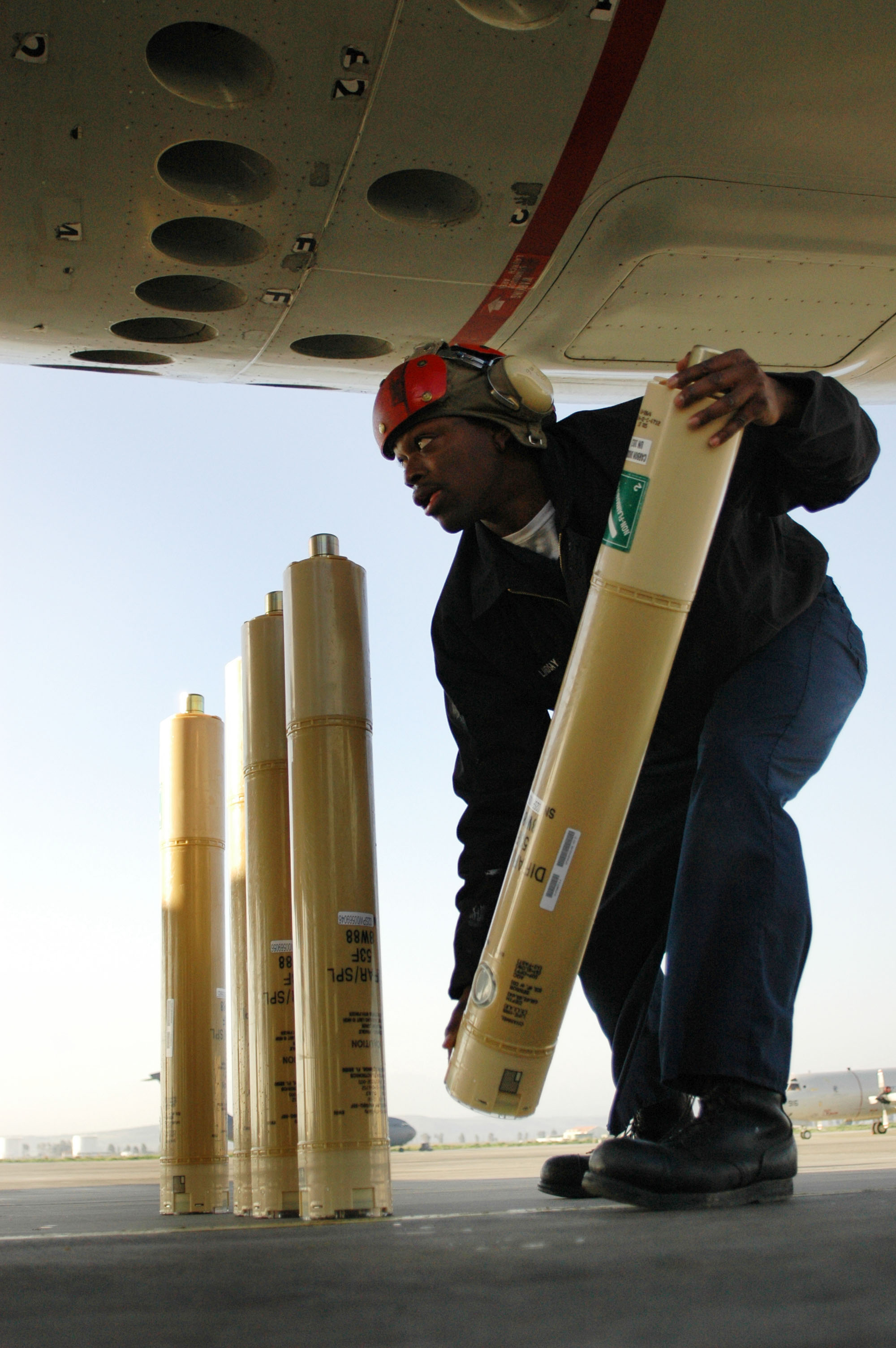
聲納浮標

#### 聲納
聲納（Sonar）係由多種音響偵測器陣列組合而成。因為聲音在水中傳導速率較電磁波於空氣中要慢，因此一套完整的聲納系統必須具備佈滿 360 度的音棒，音響能量由一全向性電能聲波能量轉換器發出，所有水中聽音器同時接收回音，由於每一水中聽音器均有其獨立電路，故回聲返抵時間及其特性皆可各別接收，再傳送至中央計算機中加以處理。
聲納的方向敏感度可以藉增加音棒與音棒中音鼓的數目而提升，各音鼓之間距與佈置依聲納的操作頻率而定。低頻聲納可做較長距離搜索，但識別能力較差，且音鼓體積也較大。反之，高頻者識別能力強，音鼓體積小，但偵測距離較短。如果增加能量轉換器功率，可增加偵測之距離，但會引發空蝕效應使聲音無法在水中傳遞。

#### 拖曳聲納（Towed Sonar）
大多數潛艇與反潛水面艦都在船體上裝有聲納，但會有水流通過船體所產生的噪音掩蓋所欲偵測聲響的情況，在艦艇高速時尤其顯著，其次艦艇本身機械運轉所產生的噪音也影響其偵測靈敏度。為避免這些缺點，有些艦艇就以拖曳聲納（Towed Sonar）取代。拖曳聲納的拖曳距離可以離艦艇相當遠，以大幅減低艦艇內噪音所造成的影響，而其操作也不致受到艦艇劇烈運動的影響。

#### 可變深度聲納（Variable Depth Sonar, VDS）
某些拖曳聲納的沈放深度可以改變，使聲納不再侷限於較淺的區域，可以深入較深區域進行偵測，以搜尋一般水面船艦聲納所無法偵測的區域，此種聲納即為可變深度聲納。

#### 吊放聲納（Dipping Sonar）
這是一種由艦載反潛直升機拖吊的聲納，可迅速更換位置以進行搜索，對付快速運動的潛艇及擔任長時間搜索任務。沈浸聲納不但延伸了艦艇偵測距離，且不會受到艦艇噪音影響。

#### 雷達
反潛巡邏機及水面艦上有些配備適合偵測露出水面的潛望鏡、呼吸管及天線等之雷達系統。此種雷達經特殊設計，使其在惡劣風浪狀況下亦能軌行偵測任務。

#### 電子支援措施
有時潛艇必須以雷達或其他電子裝備進行搜索、偵測或通訊等，此時如果配有電子支援措施的反潛巡邏機或水面艦正好在此一區域，則潛艇所發射的雷達波就可能會被截收而暴露行跡。

#### 磁異偵測器
大多數潛艇皆以鋼製成，且其體積龐大，所以它們的存在有局部扭曲地球磁場傾向。此種現象可由攜帶磁異偵測器的反潛巡邏機或直升機探知。而偵測的先決條件，是要潛艇接近水面，且飛機飛得相當低。此種輔助的偵測方式，可以幫助聲納操作員確認聲納音波所接觸到的是一艘潛艇，或是一條大鯨魚。

#### 紅外線偵測器
核能動力潛艇的反應器係以海水循環冷卻，循環後排放出來的廢水溫度略高於周圍海水，且廢水溫度可保持一段時間不會消散（甚至達到數小時之久），因此可利用反潛巡邏機上的紅外線偵測器在大海中尋找潛艇蹤跡。

### 武器

#### 反潛網

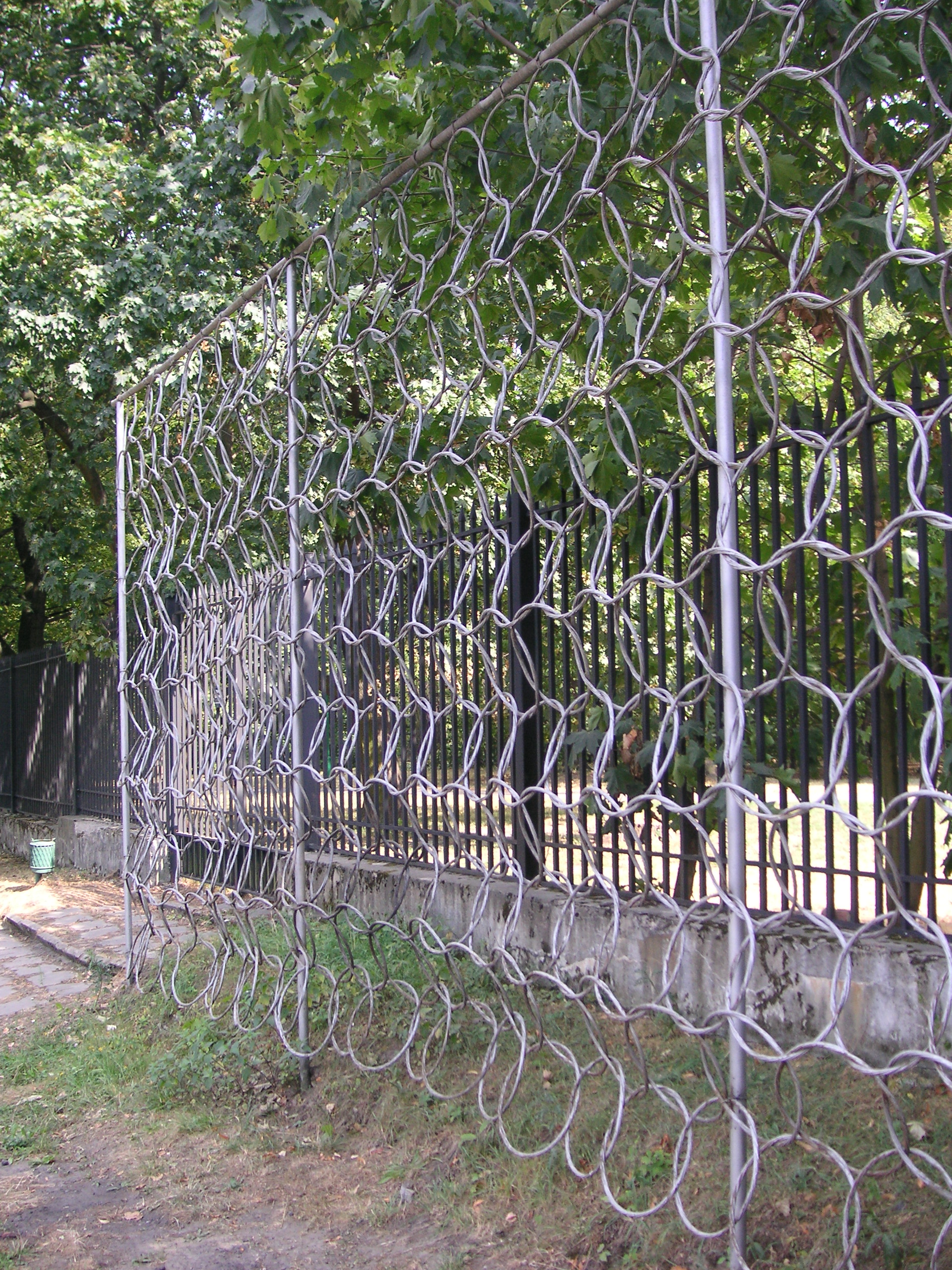
反潛網

可說是相當簡易的反潛設備，雖然簡陋但對潛行中的潛艇是具有很大的癱瘓能力。
有紀錄出現於二戰北大西洋海域，英軍以魚網充當反潛網。

#### 深水炸彈

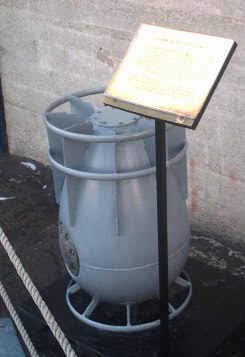
深水炸彈

此種武器最早於第一次世界大戰時由英國海軍發展成功，是攻潛武器中最原始的一種，基本上它是依賴壓力、磁性或音響感應等方式來引爆數百磅炸藥的一種水下炸彈。其優點是彈群爆炸強度威力強大，即使未直接命中目標物，亦可對其構成損害。

#### 刺蝟砲
刺蝟砲在二次大戰時廣泛使用於美國海軍水面艦艇上，以對付德國潛艇。其利用口徑 40mm 發射器以 0.1 秒間隔成對發射深水炸彈，共可發射 24 枚，射程 350 公尺，入水時彈群依砲型不同，成為精圓形（長徑42公尺，短徑36公尺）或為圓形（直徑60公尺）分佈，入水後下沈速率約為每秒 7.5 公尺。刺蝟彈僅於直接命中目標物時才爆炸。

#### 無導引火箭

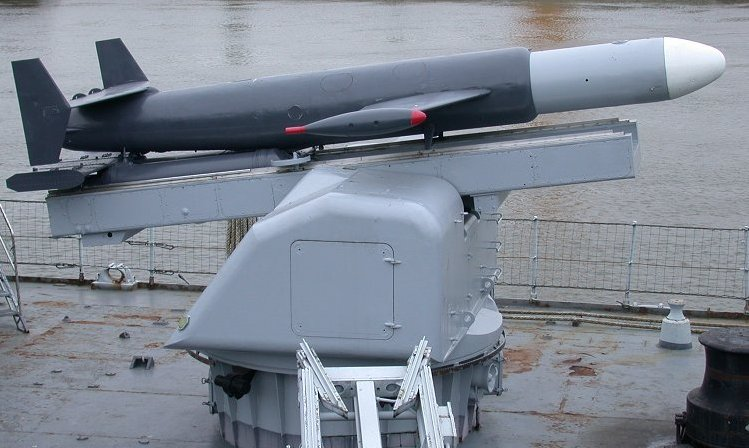
反潛火箭

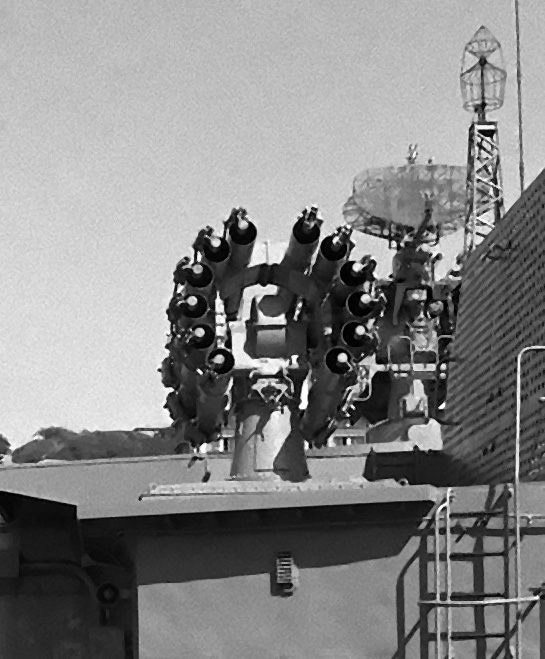
RBU-6000型反潛火箭發射器.

係在無導引火箭上安裝一枚炸彈，由艦艇或飛機發射後，直接攻擊潛艇。因為並無導引裝置，故命中率甚低，須依靠彈頭威力來彌補。

#### 魚雷
魚雷主要分二種類型：利用潛艇魚雷管發射的重型魚雷，以及由空中（飛機）、飛彈或以船艦上魚雷發射管投射的輕型魚雷。

#### 反潛飛彈

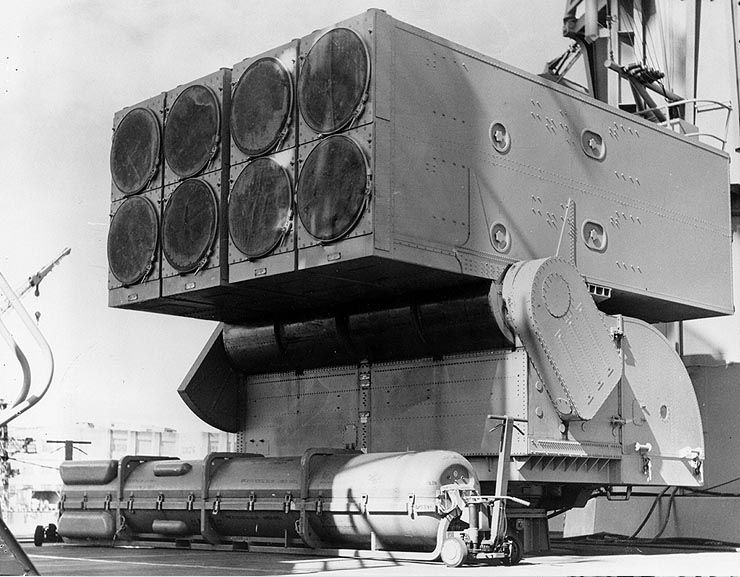
阿斯洛克火箭助飛魚雷發射器

即攜帶魚雷或深水炸彈的導引飛彈，以推進器推進，並能保持飛行軌跡，是一種適合短距離及突然攻擊的攻潛武器。

#### 水雷
佈雷可說是反潛作戰上最經濟的方法之一，在敵港灣、基地、及海上主要航道上佈放水雷，不但可減輕反潛巡邏作戰的負荷，並可達到嚇阻敵潛艇活動的效果。